# Patrick Vander Weyden
Patrick Vander Weyden (1968) is een Belgisch hoogleraar en redacteur.

## Levensloop
Vander Weyden studeerde van 1988 tot 1992 politieke en sociale wetenschappen aan de Katholieke Universiteit Leuven. In 2005 behaalde hij zijn doctoraat.
Hij is hoogleraar aan de Universiteit Gent, alwaar hij sinds 2008 docent is aan de faculteit Politieke en Sociale Wetenschappen.  Vander Weyden was ook gastprofessor aan de Anton de Kom Universiteit van Suriname en de Vrije Universiteit Brussel. Van 2015 tot 2016 was hij voor het VVOB ook actief in Cambodja.
In 2008 werd hij hoofdredacteur van het politiek tijdschrift SamPol als opvolger van Carl Devos en bleef aan tot hij in 2012 werd opgevolgd door Wim Vermeersch.
In september 2019 werd hij algemeen directeur van SOM, een representatieve werkgeversfederatie van sociale ondernemingen.